# José Nicolás González Balcarce
José Nicolás González Balcarce fue un hacendado y político argentino, hijo de José María Patricio Balcarce Rocamora, hijo de Marcos Balcarce, y de María Salomé de Uriarte y Ugarte.

## Biografía
José Nicolás González Balcarce Uriarte, nació en la ciudad de Buenos Aires el 19 de octubre de 1854.
Desde joven se dedicó a tares rurales en el partido de Coronel Vidal, provincia de Buenos Aires.
Militó a favor de Bartolomé Mitre y apoyó su causa en la revolución de 1874.
Falleció en Buenos Aires el 13 de marzo de 1916.
Estaba casado con Nicolasa Rosa Aguirre Anchorena (1861-1927) con quien tuvo numerosos hijos:
José (1888-?), Manuel (1889-?), Enrique (1894-1936), Rosa Florencia (1896-1933), Jorge (1899-?), Marcos y Hortencio González Balcarce Aguirre (1892-1893).